# نحت الختم
نحت الختم Seal carving أو أيضًا قطع الختم، أو zhuanke باللغة الصينية (篆刻) هو شكل تقليدي من أشكال الفن نشأ في الصين وانتشر لاحقًا في جميع أنحاء شرق آسيا. ويشير إلى قطع تصميم في الوجه السفلي للختم (السطح النشط المستخدم في الختم، بدلاً من الجوانب أو الجزء العلوي). يُعرف أيضًا باسم نقش الختم. 

## تاريخه
في عهد أسرة شانغ بدأ استخدام الأختام في المكاتب الحكومية، حيث كانت تمثل السلطة والسلطة. خلال عهد أسرتي شانغ وتشو، كانت المواد المستخدمة في صناعة الختم هي عظام الحيوانات والنحاس (البرونز) والفخار. كان هناك حرفيون أو حرفيون مدربون تدريبًا خاصًا ومتطورين، بما في ذلك الخزافين المتخصصون في هذا العمل وصنع الأختام.
نظرًا لأن الأختام في هذه الفترة كانت تستخدم بشكل أساسي في الحكومات ومن قبل النبلاء والمسؤولين بشكل أساسي، فقد كان أسلوب الأختام رسميًا وجميلًا للغاية. في عهد أسرة شانغ، تم استخدام نص أوراكل العظمي (甲骨文). خلال فترة تشو، تم استخدام نصوص مختلفة (لأن الحروف الصينية لم تكن موحدة بعد)، ولكن تم استخدام نصوص دازوان (大篆) أو جينوين (金文) بشكل أساسي.
في عهد أسرة تشين، تم إضفاء الطابع الرسمي على نص الختم الأكثر انتظامًا ورسميًا المسمى xiaozhuan (小篆) من قبل المستشار لي سي ووصفه الإمبراطور تشين شي هوانج، وبالتالي تم توحيد النص المكتوب للأحرف الصينية لأول مرة. ونظرًا لتطور العمارة الصينية، فقد تم أيضًا استخدام أختام هذه الفترة على نطاق واسع في مواد البناء، على سبيل المثال، بعد الانتهاء من البلاط أو الطوب، يقوم المصنع عادة بختم ختمه على السطح. ويمكن ملاحظة ذلك على التحف في هذه الفترة. هذه الأختام، بالإضافة إلى الإشارة إلى أسماء المنتجين أو الزمان أو المكان، لها بالفعل أنماط مختلفة، مما يعكس الخصائص الشخصية للمصنعين.
في عهد أسرة سونغ ازدهر العلماء والفنانون وأصبحت صناعة الأختام شائعة. منذ تلك الحقبة، تم استخدام الحجر الناعم على نطاق واسع في قطع الأختام. تسمى الحجارة من Qingtian، الموجودة حاليًا في مقاطعة جيجيانغ، بحجر Qingtian (青田印石) بينما تم أيضًا استخدام تلك التي تسمى حجر شوشان (壽山印石) من مقاطعة فوجيان على نطاق واسع. أصبح بعض الحرفيين خبراء واوجدوا العديد من أساليب النحت. وبدأ استخدام الأختام للتوثيق على اللوحات وأعمال الخط.
في عهد أسرة يوان، كان قطع الختم فنًا متطورًا للغاية. كانت أسرتا مينغ وتشينغ فترتين ذهبيتين لفن قطع الأختام. في عهد أسرة تشينغ بدأ استخدام ختم الحجارة من منغوليا والتي تسمى حجر بالين (巴林印石). في العصر الحديث، عادةً ما تحتوي أعمال الرسم أو الخط الصيني على ختم واحد أو أكثر. 

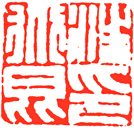
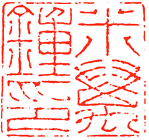
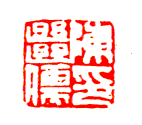
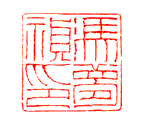

## مدارس مهمة
- مدرسة زهي (浙派): ومقرها في مقاطعة تشجيانغ، وتسمى عادةً مدرسة زهي باختصار، أو مدرسة شيلينغ، على اسم جمعية الفنانين المؤثرين جمعية شيلينغ سيل للفنون. المهيمنة في سلالات مينغ وتشينغ.
- مدرسة هوي / مدرسة وان (徽派/皖派): ومقرها في مقاطعة انهوى. المهيمنة في سلالات مينغ وتشينغ.
- مدرسة هاي (海派): ومقرها في شنغهاي وسميت باسم تلك المدينة. أصبحت مهيمنة في أواخر عهد أسرة تشينغ وجمهورية الصين.

## فنانين بارزين
- تشي بايشي
- شا منغهاي
- شو وي
- وو تشانغشو
- وو تشيويان

## أنظر أيضا
- الختم (صيني): نظرة أكثر عمومية للموضوع.
- نحت المقبض: فن الختم الذي يركز على رأس الختم.
- النحت الجانبي: فن الختم الذي يركز على الجوانب الرأسية للختم.